# Adolphus Peter Elkin
Adolphus Peter Elkin, conosciuto semplicemente come A. P. Elkin (Maitland, 27 marzo 1891 – Sydney, 9 luglio 1979), è stato un presbitero e antropologo australiano, appartenente alla Chiesa anglicana, che ha proposto l'assimilazione culturale degli aborigeni australiani.
Le sue posizioni sono state influenti in campo antropologico verso la metà del XX secolo.